# Upton Park metróállomás
Az Upton Park a londoni metró egyik állomása a 3-as zónában, a District line és a Hammersmith & City line érinti.

## Története
Az állomást 1877-ben adták át a London, Tilbury and Southend Railway részeként, melyet 1902-től a District Railway vonatai szolgálták ki. A Metropolitan Railway 1936-tól használta az állomást, majd 1990-ben átnevezték a vonalat és a Hammersmith & City line nevet kapta.

## Forgalom
| Járat | Útvonal | Gyakoriság      |
| ----- | --- | --------------- |
|       | Upminster – Upminster Bridge – Hornchurch – Elm Park – Dagenham East – Dagenham Heathway – Becontree – Upney – Barking – East Ham – Upton Park – Plaistow – West Ham – Bromley-by-Bow – Bow Road – Mile End – Stepney Green – Whitechapel – Aldgate East – Tower Hill – Monument – Cannon Street – Mansion House – Blackfriars – Temple – Embankment – Westminster – St. James’s Park – Victoria – Sloane Square – South Kensington – Gloucester Road – Earl’s Court (– tovább Wimbledon, Richmond, Kensington (Olympia) és Ealing Broadway felé) | 4-5 percenként  |
|       | Hammersmith – Goldhawk Road – Shepherd’s Bush Market – Wood Lane – Latimer Road – Ladbroke Grove – Westbourne Park – Royal Oak – Paddington – Edgware Road – Baker Street – Great Portland Street – Euston Square – King’s Cross St. Pancras – Farringdon – Barbican – Moorgate – Liverpool Street – Aldgate East – Whitechapel – Stepney Green – Mile End – Bow Road – Bromley-by-Bow – West Ham – Plaistow – Upton Park – East Ham – Barking | 8-10 percenként |

## Átszállási kapcsolatok
| Állomás    | Átszállási kapcsolatok            |
| ---------- | --------------------------------- |
| Upton Park | Helyi buszok (Upton Park Station) |

## Fordítás
- Ez a szócikk részben vagy egészben  az   Upton Park tube station című angol Wikipédia-szócikk fordításán alapul.  Az eredeti cikk szerkesztőit annak laptörténete sorolja fel. Ez a jelzés csupán a megfogalmazás eredetét és a szerzői jogokat jelzi, nem szolgál a cikkben szereplő információk forrásmegjelöléseként.